# L'Ombre de mon jumeau
Série
La Rose de Noël
(2016) Requiem Assassin
(2017)
Pour plus de détails, voir Fiche technique et Distribution.
L'Ombre de mon jumeau (The Twin) est un téléfilm dramatique américain réalisé par Fred Olen Ray, écrit par Roger Stigliano et Michael Waite et diffusé sur la chaîne Lifetime en 2017.
Le téléfilm met en scène les acteurs Brigid Brannagh dans le rôle d'Ashley et Timothy Granaderos dans les rôles des jumeaux Tyler et Derek.
L'intrigue tourne autour d'une femme du nom d'Ashley qui doit faire face à la vengeance de Derek, le frère jumeau du petit-ami de sa fille, tout juste évadé d'un asile psychiatrique.
A sa diffusion, le téléfilm reçoit un accueil mitigé de la part de la presse spécialisé et des téléspectateurs.

## Synopsis
Une femme, Ashley (Brigid Brannagh) tente de protéger sa fille Jocelyn (Jess Gabor), menacée par le jumeau de son petit ami (Timothy Granaderos), un garçon perturbé qui s'est enfui de l'hôpital psychiatrique où il était soigné.

## Fiche technique
Sauf indication contraire, les informations mentionnées dans cette section peuvent être confirmées par la base de données cinématographiques IMDb,  présente dans la section « Liens externes ».
- Titre français : L'Ombre de mon jumeau
- Titre original : The Twin
- Réalisation : Fred Olen Ray
- Scénario : Roger Stigliano et Michael Waite
- Musique : Jeffrey Walton
- Costumes : Monique Hyman
- Son : Justin Pope
- Montage : Ryan Mitchelle
- Production : Fred Olen Ray
  - Production associée : Christopher Ray et Gerald Webb
- Société de production : Rose Noir Films
- Société de distribution :
  - Lifetime (États-Unis)
  - MarVista Entertainment (dans le monde entier)
- Pays d'origine :  États-Unis
- Langue originale : anglais
- Genre : drame, suspense, thriller
- Durée : 86 minutes
- Format : couleur - 1.78:1 - son Stéréo
- Date de diffusion : 
  - États-Unis : 6 janvier 2017
  - France : 24 juillet 2017
  - Espagne : 10 septembre 2017
- Classification :
  - États-Unis : TV-14, ce programme contient des éléments que les parents peuvent considérer inappropriés pour les enfants âgés de moins de 14 ans.
  - France : interdit aux moins de 10 ans.

## Distribution
- Brigid Brannagh : Ashley, la mère de Jocelyn et principale protagoniste
- Timothy Granaderos : Derek / Tyler, frères jumeaux
- Jess Gabor : Jocelyn Rose
- Louis Mandylor : Jake
- Calista Carradine : Sherri
- Mark Lindsay Chapman : Dʳ Rubin
- Tracy Brooks Swope : Collins
- David Novak : Johnson

Sources : Distribution sur Imdb.com

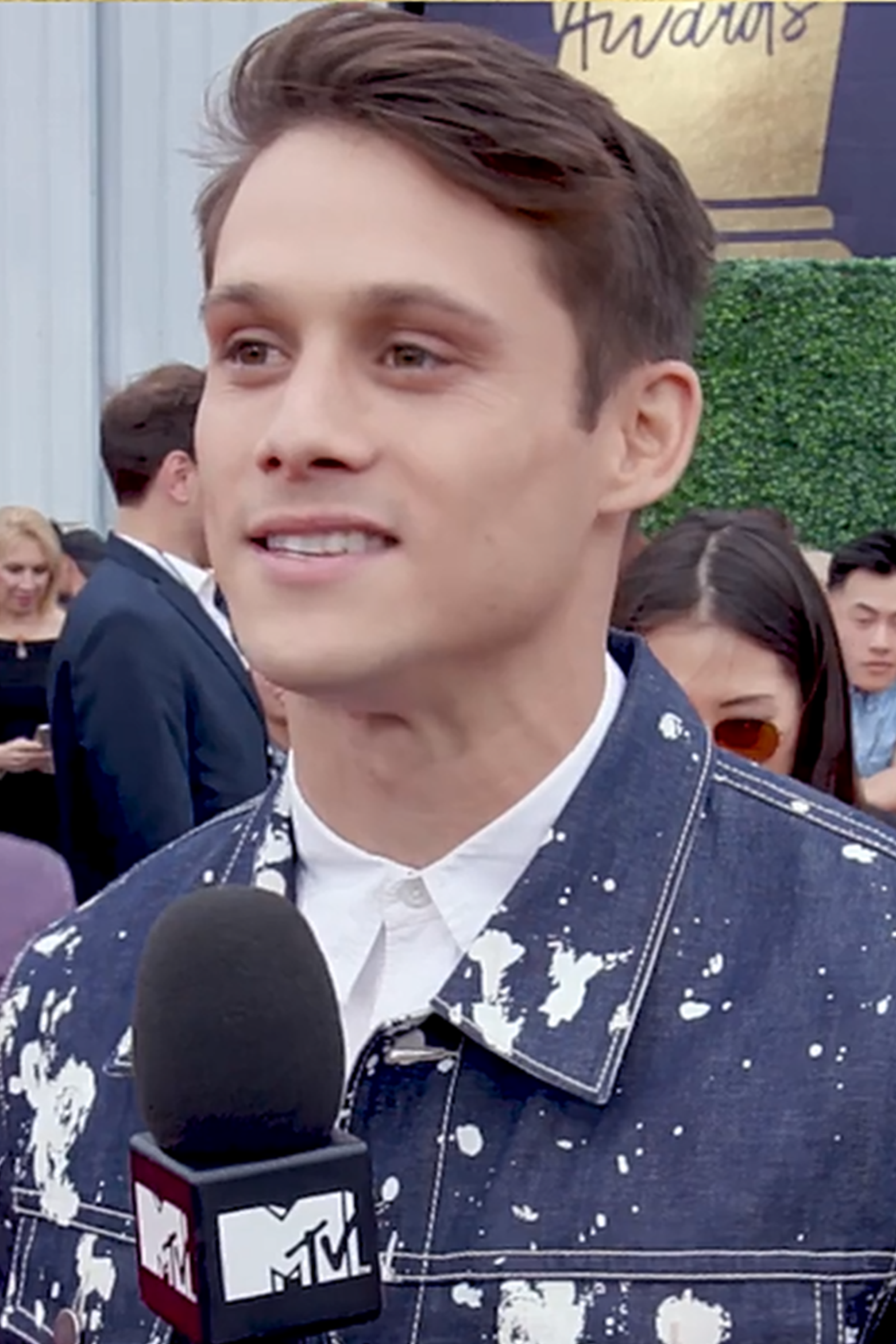
Timothy Granaderos en 2018.
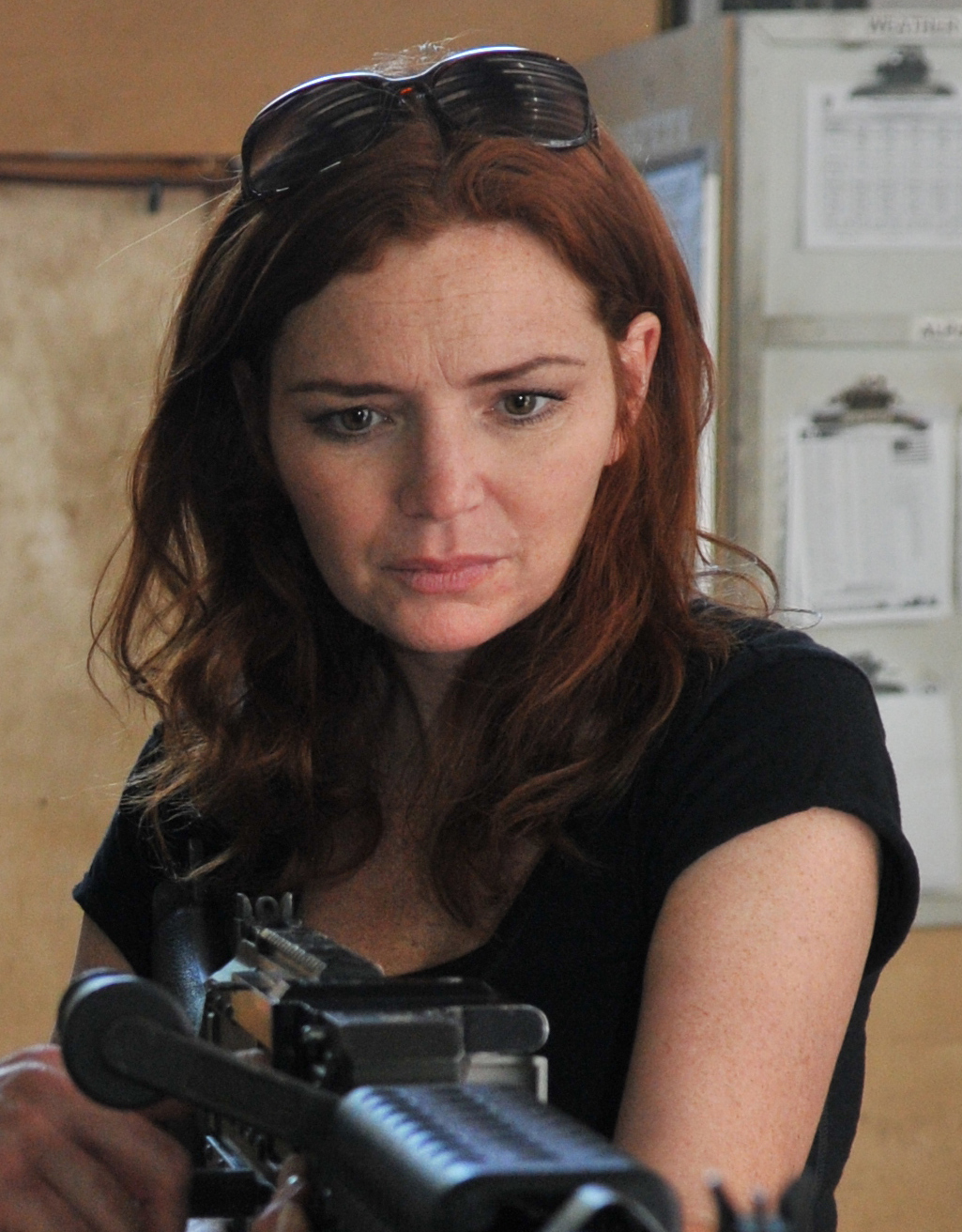
Brigid Brannagh en 2011.

## Réception

### Critiques
Le film cumule un score de 5,1 sur 10 sur le site IMDB. Le site Rotten Tomatoes fait part d'un score de 43% basé sur 12 critiques du côté des spectateurs.